# Джадіс (плем'я)
Джадіс - в  арабській міфології одне з корінних племен  Аравії.
Відома легенда про Амлікане - короля племені Тасм, який всіляко принижував переможене їм плем'я джадіс. Люди джадіс у відповідь підняли повстання, в якому Амлікан і його свита були перебиті, і влада перейшла в руки джадіс. Але в цей момент зі своїми дружинниками з'явився Хасан ібн Таба - один з правителів Ємена, запрошений плем'ям Тасм. Кровопролитна війна між тасм і джадіс привела до того, що загинули всі воїни обох племен.
В іншій легенді говориться, що в армії племені джадіс, яка виступила проти єменців, була блакитноока жінка на прізвисько Зарка аль-Ямама, яка бачила вдалину на багато кілометрів. Попереджений про це правитель єменців наказав кожному воїну своєї армії вирити кущ і рухатися вперед тільки під його прикриттям. Зарка аль-Ямама розгадала хитрість ворога і повідомила про це своїм одноплемінникам, але воїни джадіс не повірили їй, і були перебиті ворогами. З тих далеких часів в Катарі та в області Ель-Хаса на аравійському узбережжі  Перської затоки побутує приказка; «Він бачить краще, ніж Зарка аль-Ямама » .